# 양주 회암사지 사리탑
양주 회암사지 사리탑(楊州 檜岩寺址 舍利塔)은 대한민국 경기도 양주시 회암사지에 있는 승탑이다. 조선 전기 왕실에서 발원하여 건립한 진신사리탑으로 규모가 장대할 뿐만 아니라 보존 상태도 양호하며, 사리탑의 형식과 불교 미술의 도상, 장식 문양 등 왕실 불교 미술의 여러 요소를 알 수 있는 귀중한 탑이다. 1974년 9월 26일 경기도의 유형문화재 제52호로 지정되었고, 2021년 6월 24일에는 고유의 가치를 인정받아 보물 2130호로 승격되었다.

## 개요
이 탑에 봉안된 사리의 주인에 대해선 알려진 바가 없었으나, 발굴 조사와 탑의 입지, 기록 등에  대한 학자들의 연구를 통해 석가모니 진신사리가 봉안되었던 불탑(佛塔)임이 알려졌다. 또한, 탑에 새겨진 다양한 조각은 조선 시대 왕실 발원 석조물과 양식적인 부분이 비슷하며, 회암사 구역에 위치한 삼화상 탑과의 영향 관계도 짐작해 볼 수 있다. 《조선왕조실록》에 따르면 1464년(세조 10년) 4월에 효령대군이 회암사 동쪽 언덕에 석종(石鐘)을 건립하고 석가여래의 진신사리를 안치하는 한편 《원각경》(圓覺經)을 강의하는 법회를 열었다는 기록이 전한다.
팔각을 기본으로 구축된 다층의 기단부와 원구형 탑신, 머리 장식인 상륜부로 구성되어 있다. 팔각을 평면으로 지대석 윗면에 2층으로 조성된 기단을 구축하고 다른 승탑에 비해 기단 면석은 높게, 갑석은 두텁게 치석하여 현존하는 사리탑 중 가장 높은 기단을 구비하고 있다.
기단의 각 면에 다양한 장엄이 새겨져 있는데 용과 기린, 초화문(草花紋), 당초문(唐草紋), 팔부신중이 하층 기단 대석으로부터 상층 기단 갑석에 이르기까지 순차적으로 조식되어 있다. 또한 기단의 아래 받침돌에는 구름에 휩싸인 말을 생동감 있게 조각하였고, 윗받침돌은 8부신장(八部神將)과 덩굴무늬로 장식한 후 그 윗면에 연꽃 무늬를 둘렀다. 윗받침돌과 둥근 탑신의 몸돌 사이에는 별도의 돌로 3단의 받침을 두었다. 지붕돌은 경사가 급하고, 처마는 느린 U자형을 이룬다. 꼭대기에는 여러 머리 장식들이 포개져 있다.
탑신부는 원구형의 탑신을 지닌 또 하나의 승탑을 올려놓은 형상이다. 이와 같이 지대석을 포함해 전체 4단으로 구축된 기단 상면에 다시 낮은 팔각형의 기단을 놓고 위에 원구형의 탑신석과 옥개석, 보륜, 보주로 이루어진 상륜부를 구비한 승탑을 구축한 형상이다.
전체적인 양식과 조영 기법, 세부 문양들이 조선 전기의 왕릉을 비롯한 왕실 관련 석조물과 비슷하며, 사리탑의 규모, 치석 상태, 결구 수법 등을 고려할 때 당대 최고의 석공이 설계·시공했을 것으로 보인다. 해당 문화재는 조선 전기 석조 미술의 정수이자 대표작으로 역사, 학술, 조형적 가치가 크다고 판단된다.

## 같이 보기
- 양주 회암사지

## 주해
1. ↑  진신사리탑은 석가모니의 몸에서 나온 사리를 모신 탑을 말한다.

## 참고 자료
- 회암사지부도탑 - 국가유산청 국가유산포털
- 이 문서에는 문화재청에서 공공누리 제1유형으로 배포된 자료를 바탕으로 한 내용이 포함되어 있습니다.